# Wozzeck

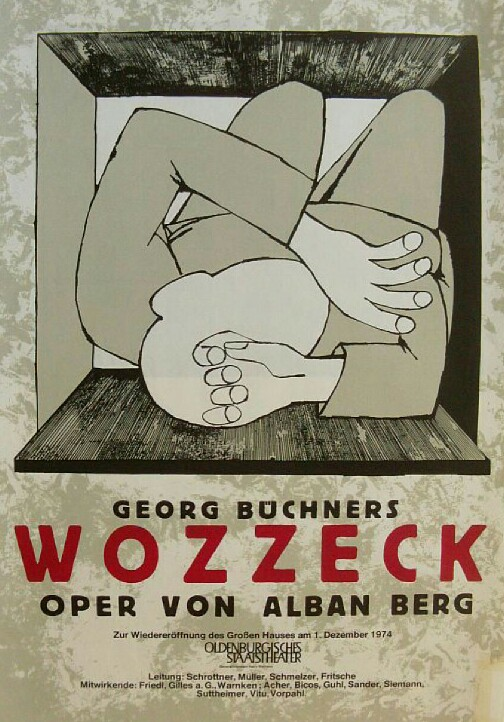
Affiche voor een uitvoering in 1974

Wozzeck is een opera in drie bedrijven van Alban Berg (1885-1935), gebaseerd op het onvoltooide drama Woyzeck van Georg Büchner (1813-1837). Het wordt vaak gezien als een hoogtepunt van de expressionistische opera. De opera werd voltooid in 1921 en voor het eerst opgevoerd in 1925.

## Achtergrond

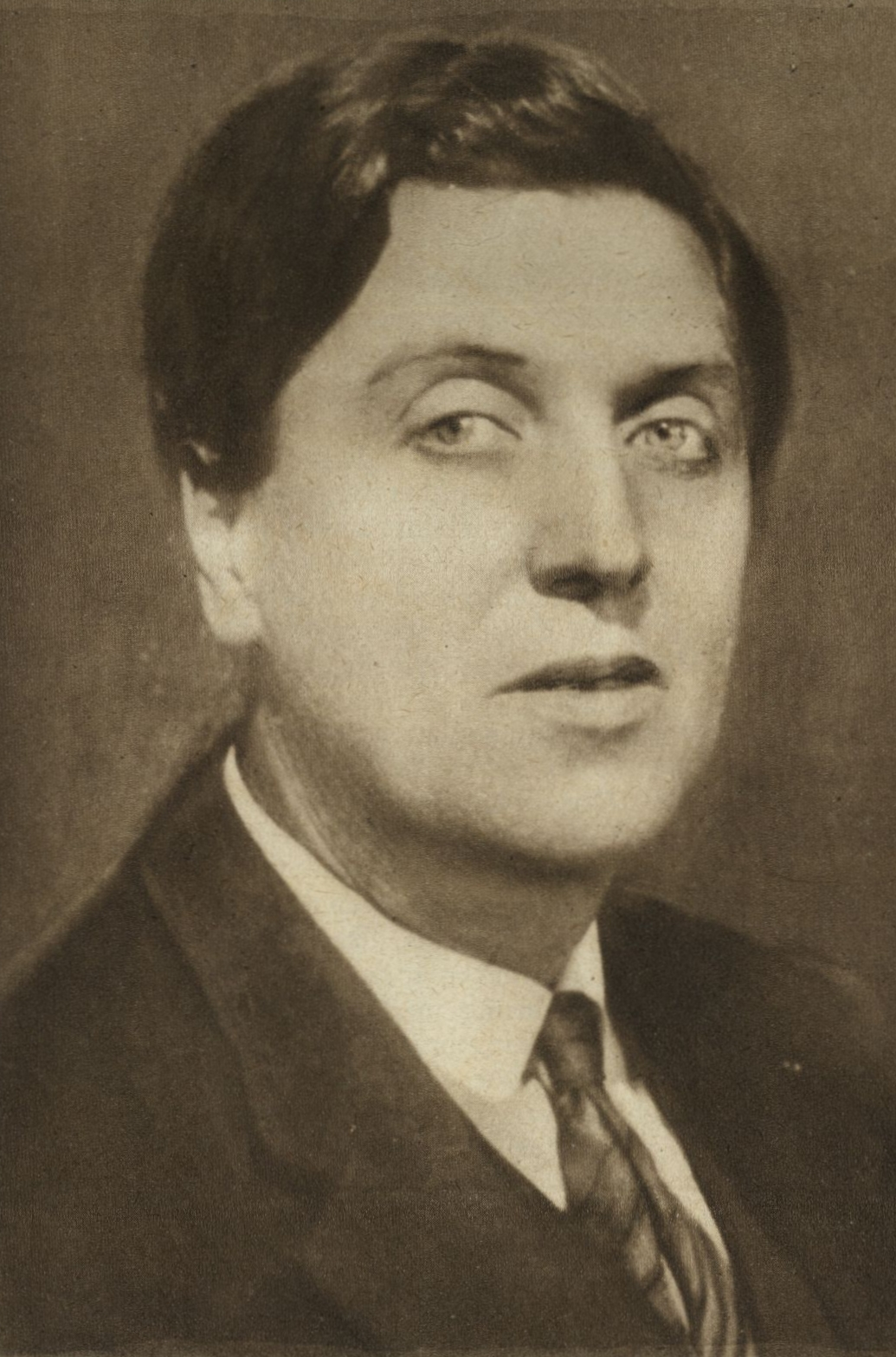
Alban Berg op latere leeftijd

Alban Berg was al ruim vier jaar lang, vanaf 1914, van plan een opera te maken van Büchners toneelstuk. In dat jaar had hij Büchners toneelstuk op het podium gezien bij de Wiener Kammerspiele. In 1915 begon Berg met het werk aan de opera, maar hij moest ermee stoppen omdat hij opgeroepen werd voor militaire dienst in de Eerste Wereldoorlog. Hij kon zich pas in 1918 en 1919 toeleggen op de realisatie van het stuk. In de originele tekst van het toneelstuk heeft Berg zelf aanpassingen aangebracht, zo schrapte hij een groot aantal scènes en dunde hij het aantal regels dialoog dramatisch uit, waardoor het stuk een kalere atmosfeer krijgt dan het romantische toneelstuk. Ook is de titel van de opera, Wozzeck anders dan die van het originele dramafragment, Woyzeck: er waren verschillende versies in druk. Het handschrift van Büchner was door een uitgever verkeerd gelezen, waardoor de dubbele 'zz' in de wereld kwam. Toen hij zijn opera schreef kwam Berg op een bepaald moment achter deze fout, maar besloot dat 'Wozzeck' in zijn opera beter zou passen bij de muziek die hij geschreven had.
De muziek schreef Berg in de periode van juli 1919 tot oktober 1921, waarin hij de muziek waarschijnlijk eerst goeddeels in particel schreef en vervolgens orkestreerde in de zes maanden daarna. De muziek wordt doorgaans gezien als een van de meest complexe en interessante hoogtepunten van de expressionistische compositiestijl. Toen in 1924 de pianopartituur van Wozzeck verscheen werd er al schande gesproken over de onconventionele aanpak van muzikale vorm, melodie en harmonie. Ook het onderwerp van het stuk vond ten tijde van de publicatie grote sociale resonantie: een normale man die geterroriseerd wordt door zijn superieuren was niet alleen in Büchners tijd, maar ook in die van Berg actueel.
Berg heeft Wozzeck opgedragen aan Alma Mahler (de weduwe van de laatromantische componist Gustav Mahler) die hem bij de publicatie van de opera financieel gesteund heeft. Berg was al lang erg goed bevriend met haar en zou later (in 1935) zijn vioolconcert aan haar overleden dochter opdragen.

## Uitvoering
Drie fragmenten uit de opera zagen het licht in 1924. Deze opvoering was, hoewel controversieel, een redelijk succes. De hele opera werd voor het eerst op 14 december 1925 uitgevoerd. Deze productie werd gedirigeerd door Erich Kleiber in de Staatsoper Unter den Linden te Berlijn. Op 19 maart 1931 vond de eerste Amerikaanse opvoering plaats in Philadelphia, gedirigeerd door Leopold Stokowski. De première voor het Verenigd Koninkrijk vond plaats in 1934. Tegenwoordig behoort de opera, hoewel niet tot het standaardrepertoire, tot de populairste opera's uit de vroege 20e eeuw en wordt hij regelmatig door grote operagezelschappen opgevoerd.

## Plot
De opera is verdeeld in drie akten van elk vijf scènes. Deze scènes spelen als losse vignetten en volgen dus niet per se chronologisch op elkaar. Op deze manier geven ze een verknipt beeld van het leven van Wozzeck.

### Akte I

#### Scène I
In de kamer van de kapitein - Wozzeck scheert zijn kapitein. De officier beticht hem ervan te haastig te zijn terwijl er nog voldoende tijd is. Wozzeck beantwoordt dit constant droogjes met "Jawohl, Herr Hauptmann.", waarna deze hem belachelijk maakt. Wozzeck spreekt over de verschillen tussen arm en rijk en hoe de verhoudingen in de maatschappij liggen ("Wir arme Leut'").

#### Scène II
Op een open veld met de stad in de verte - Wozzeck en zijn collega Andres snijden voor wat extra geld riet op het veld. Wozzeck hallucineert dat het veld vervloekt is ("Du, der Platz ist verflucht."). Andres lacht zijn angst weg, terwijl Wozzecks hallucinatoir gebrabbel steeds erger wordt. Dan wordt het nacht en gaan ze naar huis.

#### Scène III
In Maries woonkamer - Marie, Wozzecks vriendin met wie hij een kind heeft, wiegt het kind terwijl er een militaire optocht aankomt ("Tschin Bum"). Haar buurvrouw Margret beticht haar van overspel, waarna ze het raam boos dichtgooit. Ze probeert haar kind in slaap te wiegen en wacht tot Wozzeck thuiskomt, die een vreemde indruk maakt. Wozzeck moet echter weer snel weg en laat haar alleen, ze beklaagt zich.

#### Scène IV
In de studeerkamer van de dokter - Wozzeck laat proeven op zich uitvoeren door de dokter, die boos op hem wordt omdat hij op straat heeft staan hoesten ("Was erleb' ich, Wozzeck?") en hem aan diëten en chemische proeven onderwerpt. De dokter is blij dat Wozzeck hallucineert en geeft zich over aan fantasieën over een beroemd arts zijn ("Ich werde unsterblich").

#### Scène V
Op straat voor Maries huis - De eenzame Marie komt de tambour-maître tegen voor haar huis ("Geh' noch einmal vor dich hin") en flirt met hem. Als hij haar vast wil pakken schudt ze hem eerst af ("Rühr mich nicht an!"). Uiteindelijk geeft ze toe, het kan haar niets meer schelen ("Meinetwegen, es ist alles eins").

### Akte II

#### Scène I
In Maries woonkamer - Marie bewondert haar nieuwe oorbellen terwijl haar kind niet kan slapen. Wozzeck komt thuis en ziet de oorbellen, waarvan zij zegt dat ze ze gevonden heeft. Wozzeck moet echter weer snel weg, waardoor Marie alleen achterblijft en nadenkt over haar zonde ("Ich bin doch ein schlecht Mensch, ich könnt' mich erstechen").

#### Scène II
Op straat in de stad - De dokter en de kapitein lopen samen over de straat. De kapitein kan de dokter niet bijhouden ("Wohin so eilig, geehrtester Herr Sargnagel?") en de dokter plaagt de hypochondrische officier door hem wijs te maken dat hij verschrikkelijke ziekten heeft. Dan komt Wozzeck aanlopen. Ze maken hem belachelijk om het vermeende overspel van zijn vrouw, en Wozzeck gaat er vandoor. De achtergeblevenen bespreken Wozzeck ("Er ist ein Phänomen, dieser Wozzeck") en verdwijnen van het toneel.

#### Scène III
Op straat voor Maries huis - Wozzeck confronteert Marie met haar overspel, waar ze ontkennend noch toegevend op antwoordt. Wozzeck ontsteekt in woede en wil haar slaan, maar ze weet hem af te schudden ("Lieber ein Messer in mein Leib, als einen Hand auf mir"). Dit zinnetje blijft terwijl Marie naar binnen gaat in Wozzecks hoofd spoken.

#### Scène IV
In de binnentuin van een herberg - Op een feest in een Biergarten danst Marie met de tambour-maître. Ze is zich niet bewust dat Wozzeck aanwezig is en alles ziet. Twee dronkenmannen filosoferen over het leven en Wozzeck houdt zich afzijdig. Andres en wat studenten zingen enkele liederen. Op een rustig moment, waarop de band zijn instrumenten stemt komt er een dorpsgek op Wozzeck af die hem een onheilspellend visioen influistert ("Blut. Ich riech' Blut.")

#### Scène V
In de militaire slaapzaal - In de legerbarakken liggen de soldaten te slapen, maar Wozzeck kan niet slapen en houdt Andres wakker ("Andres, ich kann nicht schlafen."). Andres klaagt, maar de hele tent schrikt op als de tambour-maître binnenkomt en Wozzeck mishandelt. Wozzeck zakt ineen.

### Akte III

#### Scène I
In Maries woonkamer - Marie leest de Bijbel ("Und ist kein Betrug in seinem Mund erfunden worden") en beticht zichzelf van slechtheid, hopend troost te vinden in het geloof, tot haar kaars uitgaat.

#### Scène II
Op een bospad bij een meertje - Marie en Wozzeck lopen tegen de nacht terug naar huis, maar Wozzeck houdt Marie, die haast heeft, tegen ("Du sollst dir die Füße nicht wund laufen."). Ze gaan zitten op een bankje, en ze hebben het over hun relatie, maar Wozzeck laat constant licht dreigende woorden vallen. De maan komt rood op en Wozzeck trekt een mes tevoorschijn waarmee hij Marie doodsteekt en wegvlucht, het mes achterlatend.

#### Scène III
In een bar - In een bar waar een pianist volksmuziek aan het spelen is zit Wozzeck met een bebloede arm en levert commentaar op de stinkende mensen, met toegenomen misantropie. Hij danst met Margret die dronken een lied zingt, waarna ze opmerkt dat hij bloed aan zijn hand heeft ("Aber was hast du an dem Hand?"). Ook de andere bezoekers merken het en Wozzeck vlucht weg ("Bin ich ein Mörder?").

#### Scène IV
Op een bospad bij een meertje - Wozzeck zoekt het mes ("Das Messer, wo ist das Messer?") terwijl hij steeds meer hallucinerend rondloopt. Hij ziet het lijk van Marie en vindt het mes, en gooit het in het water. Hij denkt echter dat de rode maan hem zal verlinken, en het bloed op zijn kleren. Als hij zich wil wassen verdrinkt hij. De dokter en de kapitein komen aangelopen, de laatste denkt iets te horen ("Es ist schon lange niemand ertrunken."). Als het echter weer stil is lopen ze beiden af.

#### Scène V
Op straat voor Maries huis - Na een lang intermezzo van het orkest speelt een aantal kinderen een kringspelletje ("Ringel, ringel, Rosenkranz") waarna een meisje aan komt rennen met het nieuws dat Marie dood is. Maries kind, met een hobbelpaardje, lijkt het nieuws niet in zich op te nemen. De kinderen rennen af om het lijk te gaan bekijken terwijl Maries kind doorhobbelt ("Hopp hopp. Hopp hopp."). Daar eindigt het verhaal.

## Rollen
- Wozzeck, een soldaat (versatiele bariton en spreekstem)
- Tambour-maître (heldentenor)
- Andres, een vriend van Wozzeck (lyrische tenor en spreekstem)
- Kapitein (tenor buffo)
- Dokter (basso buffo)
- 1e vakstudent (diepe bas)
- 2e vakstudent (hoge bariton)
- Dorpsgek (hoge tenor)
- Marie, Wozzecks vriendin (sopraan)
- Margret, buurvrouw (alt)
- Maries kind
- Soldaten, studenten, vrouwen, mannen, kinderen

## Muzikale stijl

### Compositietechniek

#### Vorm
Alban Berg schreef, zoals hierboven vermeld, de muziek tussen 1919 en 1921. Hij stond op dit moment onder grote invloed van zijn voormalig docent en vriend Arnold Schönberg, de grondlegger van bijvoorbeeld de dodecafonie. Hoewel in Wozzeck deze techniek maar in één scène (namelijk akte I, scène IV) voorkomt, is Bergs compositiestijl, waarin tonaliteit steeds een andere waarde toegekend krijgt, ten zeerste beïnvloed door zijn docent. Waar de muziek met vele lijnen op een vaak avantgardistische manier vele lagen en lijnen over elkaar heen zet, gebruikt Berg desalniettemin vele klassieke vormen in de muziek. Zo bestaat de eerste akte uit 5 scènes die karakteristieke vormen hebben: een suite voor de ouderwetse kapitein; een rapsodie voor de volkse Andres; een vrije vorm voor de ongebonden Marie; een dreigende, strenge passacaglia voor de dokter en een omarmend rondo wanneer Marie gestrikt wordt door de tambour-maître. Door voor elk hoofdpersonage een aparte vorm te kiezen, geeft hij niet alleen in de dramatiek een introductie aan de personages, maar ook muzikaal gezien.
De tweede akte is een symfonie in 5 delen. Het eerste deel, wanneer Wozzeck de oorbellen van Marie ontdekt, is een sonatevorm. Het tweede deel, waar de dokter en de kapitein Wozzeck vernederen, is een fantasie met vervolgens een strikte fuga. Het derde deel, wanneer Wozzeck Marie confronteert, is een langzaam deel in liedvorm. Het vierde deel, op het volksfeest, is een menuet/Ländler en scherzo. Tot slot is het vijfde deel wederom een rondo. Dat de tweede akte als symfonie is opgebouwd is geen toeval. De meeste symfonieën in de klassieke vorm kennen een soortgelijke, vertellende spanningsopbouw.
De derde akte is een serie van wat Berg inventies noemt, hoewel deze niets te maken hebben met de barokke inventie. Het zijn kleine scènes die ieder van één idee uitgaan en alleen op dit idee streng voortborduren. De eerste scène, waarin Marie de Bijbel leest, is een scène die in zijn geheel op één melodie gebaseerd is. Deze melodie is zeer lyrisch en heeft een bijna verslagen sfeer. Daarmee reflecteert ze Maries gemoedstoestand. De tweede scène, waarin Wozzeck Marie vermoordt, heeft constant ergens in de orkestratie een orgelpunt, namelijk de noot B. Deze noot symboliseert de moord en klinkt de hele scène door dreigend, totdat na de moord in het tussenspel de noot ruim een minuut lang tot extreme intensiteit aangehouden wordt. De derde scène is gebaseerd op een ritme, dat net als de noot in scène 2 overal aanwezig is. De vierde scène is gebaseerd op een zestonig akkoord. Het intermezzo erna is gebaseerd op de toonsoort d mineur. De laatste scène is gebaseerd op een constant ritme van achtsten.

#### Tonaliteit
Berg gebruikt veel vrije atonaliteit en verwijde tonaliteit in zijn werk. Daardoor klinkt de muziek soms heftig dissonant en op andere momenten juist zeer consonant. Ook de dynamische verschillen zijn levensgroot (van de zachtst tot de hardst mogelijke dynamiek). 

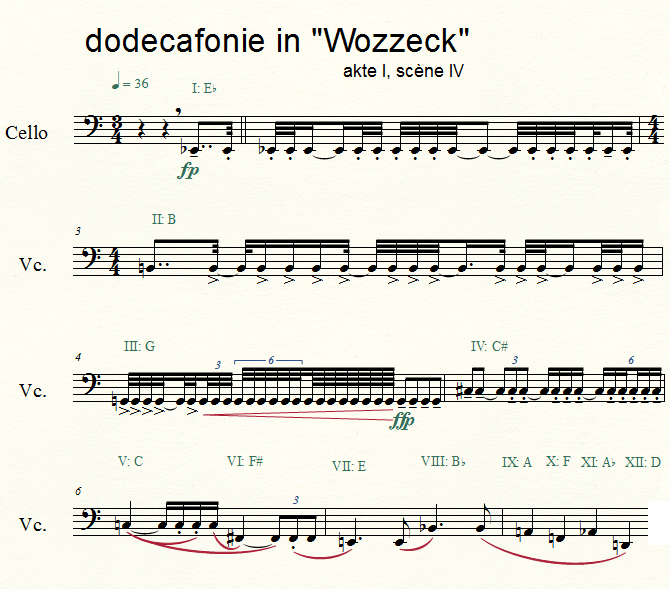
Dodecafonie in acte 1, scène IV van Wozzeck

 In één scène, namelijk akte 1, scène IV gebruikt Berg een proto-versie van de dodecafonie. Hij initieert de reeks die hiernaast te zien is, maar niet de hele scène, vooral de zanglijn niet, is streng op de reeks gebaseerd. Er wordt vaak gedacht dat Berg de twaalftoonsreeks wilde gebruiken om het 'strenge' karakter van de dokter te portretteren. Daarmee zou het geheel natuurlijk in de vorm van de rest van de eerste akte passen: als een vorm verbonden aan het hoofdpersonage in de desbetreffende scène. Op één punt, namelijk tussen de 4e en 5e scènes van akte 3, gebruikt Berg een toonsoort. Dit stuk, dat net na de dood van Wozzeck gespeeld wordt en ook weleens als apart orkestwerk wordt uitgevoerd staat namelijk in d mineur.
Berg stond bekend als een componist die, ondanks dat hij bij de Tweede Weense School hoorde, toch afweek van de strengere leden van deze school, Schönberg en Webern. Berg wendde de technieken die Schönberg, Webern en hijzelf geïntroduceerd hadden met een veel vrijere hand aan, omdat hij ze graag in dienst wilde zetten van zijn grotere doel. In dit geval was dat in dienst van de theatrale structuur.

#### Leidmotieven
Ook gebruikt Berg veel leidmotieven in zijn werk. Zo zijn er leidmotieven te horen voor personages, zoals de kapitein of de dokter, voor emoties, zoals Maries eenzaamheid, en zelfs een motief dat bestaat uit één toon dat geassocieerd wordt met moord. Leidmotieven worden in opera's gebruikt sinds het werk van Richard Wagner, die op het idee kwam om in zijn muziek gebeurtenissen, personages en andere theatrale parameters direct aan de muziek te koppelen door tonen, instrumenten en melodieën telkens te spelen wanneer de gelinkte zaak naar voren kwam. Er zijn veel meer leidmotieven aan te wijzen in de opera.

### Instrumentatie
Het orkest voor Wozzeck is immens. Naast het orkest in de orkestbak worden er ook nog op de bühne verschillende ensembles gebruikt.  De orkestratie is zeer modern en vooruitstrevend. Uiterste registers, speciale technieken (zoals col legno, flatterzunge en boventoonstructuren) worden meermaals aangewend. Het staat dan ook bekend als een uiterst lastig stuk om uit te voeren. Ook de zanglijn is op een unieke manier ingepast in de orkestratie: ze bereikt alle uitersten van de stemregisters en ontlokt piepen, boventoonzang en grommen aan de stembanden van de zangers. Ook wordt er zeer veel sprechgesang beoefend: melodieus spreken. Deze techniek is voor het eerst gebruikt in Schönbergs muziekstuk Pierrot Lunaire.
De instrumentatie is als volgt:

#### Orkestbak
Houtblazers:
- 4 dwarsfluiten (ook piccolo), 4 hobo's (4e dubbelt op althobo), 4 klarinetten in Bes (1e dubbelt op klarinet in A, 3 en 4 dubbelen op klarinet in Es), 1 basklarinet in Bes, 3 fagotten, 1 contrafagot

Koperblazers:
- 4 hoorns in F, 4 trompetten in F, 4 trombones (1e alt, 2e en 3e tenor, 4e bas), 1 contrabastuba

Slagwerk:
- 4 pauken, bekkens, grote trom, 2 tamtams, triangel, xylofoon, celesta

Snaarinstrumenten:
- strijkers (minstens 50-60), harp

#### Op het podium
Akte I:
- Meerdere kleine troms. (scène II)
- Een militaire band(uit de orkestbak). Bestaande uit 1 piccolo, 2 fluiten, 2 hobo's, 2 klarinetten, 2 fagotten, 2 hoorns, 2 trompetten, 3 trombones, 1 tuba, marstrom, kleine trom, triangel. (scène III)

Akte II:
- Een kamerorkest (uit de orkestbak). Bestaande uit 1 fluit (dubbelt op piccolo), 1 hobo, 1 althobo, 1 klarinet in Es, 1 klarinet in A, 1 basklarinet in Bes, 1 fagot, 1 contrafagot, 2 hoorns in F en strijkkwartet. (scène III)
- Een kroegband (uit de orkestbak). Bestaande uit 2 verstemde violen, 1 klarinet in C, 1 trekharmonica, 1 gitaar, 1 bastuba. (scène IV)

Akte III:
- Een pianino. (scène III)

## Invloed
Wozzeck heeft veel invloed gehad op het schrijven voor theater en muziektheater in de 20e en 21e eeuw. Niet op de minste plaats stukken met vergelijkbare hoofdpersonen of thema's, namelijk eenzame, doordraaiende mannen te midden van een maatschappij die ze niet begrijpt of kan bijbenen. Duidelijke voorbeelden zijn Benjamin Brittens Peter Grimes en Stephen Sondheims Sweeney Todd: The Demon Barber of Fleet Street. Ook opera's zoals Die Soldaten van Bernd Alois Zimmermann delen thematiek en muzikale ideeën met het werk Wozzeck.